# Contessa di Ségur
Sophie Rostopchine, nata Sof'ja Fëdorovna Rostopčina, meglio nota come contessa di Ségur (San Pietroburgo, 1º agosto 1799 – Parigi, 9 febbraio 1874), è stata una scrittrice russa naturalizzata francese di libri per ragazzi.

## Biografia
Figlia del conte Fëdor Vasil'evič Rostopčin, generale e politico russo, nel 1814 la sua famiglia lasciò la Russia e andò in esilio prima nel Ducato di Varsavia, poi nella Confederazione germanica e in Italia e finalmente, nel 1817, in Francia, dove suo padre si convertì al cattolicesimo e aprì a Parigi un salotto letterario. Fu in questo salotto che Sophie conobbe Eugène Henri Raymond, conte di Ségur (Fresnes-sur-Marne, 12 febbraio 1798 - Méry-sur-Oise, 15 luglio 1869), che sposò il 14 luglio 1819. Fu un matrimonio per lo più infelice, a causa delle frequenti assenze del marito e delle ristrette condizioni economiche (fino a quando nel 1830 suo marito fu fatto Pari di Francia), ma ciò nonostante la coppia ebbe otto figli.
La contessa di Ségur scrisse il suo primo romanzo nel 1857, all'età di 58 anni. Tutti i suoi romanzi furono pubblicati dal 1857 al 1872 nella collana "Bibliothèque rose illustrée" dell'editore Hachette. Ebbero numerose riedizioni e nel 1990 furono raccolti in un'opera unica in tre volumi con il titolo Œuvres de la comtesse de Ségur (collana "Bouquins" delle Éditions Robert Laffont). I romanzi per ragazzi della Comtesse de Ségur hanno avuto un grande successo in Francia, dove i suoi personaggi "pestiferi", come la sua protagonista Sophie, sono popolari quanto Gian Burrasca in Italia.
Nel 1866 diventò terziaria francescana con il nome Marie-Françoise, ma continuò a scrivere. In seguito alla morte del marito e al calo delle vendite dei suoi libri fu costretta a vendere il Château des Nouettes a Aube dove risiedeva e nel 1873 si ritirò a Parigi al n. 27 di rue Casimir-Perier, dove morì nel 1874 all'età di 75 anni. A Aube le è dedicato il "Musée de la comtesse de Ségur" e a Parigi, nell'VIII arrondissement, le è intitolata la "Allée de la Comtesse de Ségur".
Le sue opere furono tradotte anche in Italiano a partire dagli anni '50, ma vi sono anche molte recenti edizioni degli ultimi anni come Quella peste di Sophie, Donzelli, 2016.

## Opere
- La Santé des enfants, manualetto di pediatria (1855)
- Livre de messe des petits enfants, libro per la messa per ragazzi (1857, riedito nel 2012)
- Un bon petit diable
- Les Malheurs de Sophie
- Diloy le chemineau
- Mémoires d'un âne
- Jean qui grogne et Jean qui rit
- Le Mauvais Génie
- François le bossu
- Les Caprices de Gizelle
- Pauvre Blaise
- La Fortune de Gaspard
- Quel amour d'enfant!
- Les Petites Filles modèles
- La sœur de Gribouille
- Blondine
- Après la pluie, le beau temps
- Les Vacances
- Le general Dourakine
- L'auberge de l'Auge Gardien